# Jürgen Grambow
Jürgen Grambow (* 2. Oktober 1941 in Rostock; † 15. April 2003 in Stralsund) war ein deutscher Literaturwissenschaftler, Germanist, Kritiker und Schriftsteller.

## Leben
Nach Schulbesuch und Abitur in Rostock schrieb Grambow für Zeitungen und arbeitete seit 1967 als Redakteur für die Tageszeitung Der Demokrat. Gleichzeitig begann er 1967 ein bis 1972 dauerndes Fernstudium an der Humboldt-Universität zu Berlin. 1972 wurde Grambow Lektor im Rostocker Hinstorff Verlag und dort 1979 Entwicklungslektor für DDR-Literatur. Für den Hinstorff Verlag betreute er von 1976 (Heft 10) bis 1989 (Heft 21) die verlagseigene Hauszeitschrift trajekt. 1986 wurde Grambow Mitglied im Schriftstellerverband der DDR und 1993 im P.E.N. Von 1989 bis zur Auflösung 1991 war Grambow in Berlin wissenschaftlicher Mitarbeiter an der Akademie der Wissenschaften der DDR (Zentralinstitut für Literaturgeschichte/Arbeitsgruppe für nichtsozialistische deutschsprachige Literatur). Danach arbeitete er an der Universität Greifswald für das Pommersche Wörterbuch. 1991 promovierte Grambow in Bremen bei Professor Wolfgang Emmerich.
Jürgen Grambow war Autor und Herausgeber zahlreicher Publikationen der norddeutschen Regionalliteratur. In der großen und kleinen Hinstorff Bökerie betreute er zahlreiche Werkausgaben niederdeutscher Autoren. Einen Schwerpunkt seiner Tätigkeit bildete später das Schaffen von Uwe Johnson. Grambow trat als Erster in der DDR öffentlich für Uwe Johnson ein und gab eine Auswahl aus dessen Werken heraus.
Im Zusammenhang mit Druckgenehmigungsverfahren zu Publikationen von Verlagen in der DDR war Jürgen Grambow auch als Literaturgutachter für den Hinstorff Verlag tätig und verfasste 1974 beispielsweise zu Fritz Meyer-Scharffenbergs Publikation Dörpgeschichten (Druck-Nr. 240/55/74; 1974) neben Hans-Joachim Theil und Kurt Batt ebenfalls ein Gutachten, weil in der DDR mindestens zwei Gutachten als „Druckempfehlung“ zur Genehmigung des Drucks eines Buches vorliegen mussten.
Die Staatssicherheit der DDR, Bezirksverwaltung Rostock, hat Grambow 1988 in einer Operativen Personenkontrolle (OPK) unter dem Decknamen „Ästhet“ geführt. Die Fritz Reuter Gesellschaft Lübeck, mit der Grambow seit 1985 in Verbindung stand, berichtet hierzu im Jahr 2000 in ihrem Mitteilungsblatt („Erster Bericht zu den Stasi-Akten der Fritz Reuter Gesellschaft“): „Gleichzeitig wurde das OAM ‚Ästhet‘ in die Akte eingeführt. Rostock, 9. Juni 1988, Abt. XX/7: ‚Überprüfung des Grambow auf eine operative Nutzung.‘ Rostock, 15. Juni 1988: ‚...Grambow gehört zu den Zielpersonen des Gegners .... Vorliegende Informationen zur Zielstellung dieses e. V. [FRG] hinsichtlich eines subversiven Mißbrauchs des Niederdeutschen im Rahmen einer gesamtdeutschen Politik lassen die Version zu, daß Grambow in diesem Sinne ausgenutzt werden soll.‘ Am 13. Juli 1988 teilt die Zollverwaltung der DDR dem MfS, Bezirksverwaltung Rostock mit, daß sie eine Grobsendung von Jürgen Grambow an Hans-Joachim Griephan kontrolliert habe, deren inhaltliche Wertung ... ergab, daß der Absender Angaben über ‚angebliche Praktiken in DDR-Verlagen‘ macht.‘ Obgleich der Zoll keine Maßnahme gegen Jürgen Grambow einleitet, benutzt die Abt. XX/7 der BV Rostock den Tatbestand, um gegen ihn vorzugehen. Damit ist der erste Schritt zur erfolglosen Verwirklichung eines bereits am 14. April 1988 entworfenen Plans, Jürgen Grambow für das MfS zu gewinnen, getan.“
Jürgen Grambow lebte zuletzt in Altefähr auf Rügen. Sein Grab befindet sich in Rostock.

## Ehrungen
Für Editionen und kritische Begleitung niederdeutscher Literatur erhielt er 1995 den Johannes-Gillhoff-Preis und 2000 den Fritz-Reuter-Literaturpreis der Stadt Stavenhagen und des Fritz-Reuter-Literaturmuseums.

## Briefe
- 51 Briefe und Karten Jürgen Grambow an Hans-Joachim Griephan 17. September 1985 bis 25. Juni 1997[4]
- 35 Briefe und Karten Hans-Joachim Griephan an Jürgen Grambow 25. September 1985 bis 29. Juli 1997[5]
- Jürgen Grambow an Bernd Rauschenbach 2. Juli 1986[6]
- Jürgen Grambow an Helmut de Voss 6. und 19. Dezember 1987[7]
- Helmut de Voss an Jürgen Grambow 11. und 31. Dezember 1987[8]

Den zu Grambow nachgewiesenen Briefbestand hat 2024 durch Schenkung das Fritz-Reuter-Literaturmuseum in Stavenhagen erworben. Dort ist die Korrespondenz Teil der Sammlung Hans-Joachim Griephan.